# Echinochloa oryzoides
Echinochloa oryzoides är en gräsart som först beskrevs av Pietro Arduino(en), och fick sitt nu gällande namn av Karl Fritsch. Echinochloa oryzoides ingår i släktet hönshirser, och familjen gräs. Inga underarter finns listade i Catalogue of Life.
Arten liknar ris och har genom sin likhet gynnats (mimikry).